# Кашина Пејрети (Торино)
Кашина Пејрети је насеље у Италији у округу Торино, региону Пијемонт.
Према процени из 2011. у насељу је живело 57 становника. Насеље се налази на надморској висини од 352 м.